# Альгімантас Масюліс
Альгімантас Масюліс (лит. Algimantas Masiulis; 10 липня 1931 — 19 серпня 2008) — литовський актор, народний артист Литви (1974).

## Життя і творчість
1951 року закінчив студію при Драматичному театрі в місті Паневежис під керівництвом театрального режисера Юозаса Мильтініса.
Масюліс створив близько 160 ролей на театральній сцені і 100 ролей в кінофільмах. Як і більшість вихідців з окупованих балтійських країн, він частіше грав у російських стрічках «іноземців». Зніматися почав ще в середині 1950-х років, але популярність йому принесла роль Міколаса-Локіса у кінострічці " Ніхто не хотів умирати " — шедеврі литовської кінокласики. Серед сотні фільмів, в яких він знявся, — «Херкус Мантас», «Американська трагедія», «Політ через Атлантику», «Щит і меч», «Діаманти для диктатури пролетаріату», «Місія в Кабулі», «Острів скарбів», «Крах інженера Гаріна», «Блакитний карбункул» та інші.
Останньою роллю в кіно був діалог з кінорежисером Раймондасом Вабуласом в документальному фільмі «Встигли вчасно поговорити» (2006).
Лауреат багатьох литовських і російських нагород, нагороджений зокрема вищим орденом Литви — орденом Великого князя Литовського Гедиміна.
В останній період життя актор написав спогади «Тема: завжди є можливість», займався акварельним живописом. На схилі життя боровся з раком, переніс серйозну операцію на кишці. Похований на Петрашунському цвинтарі Каунаса.

## Фільмографія
- 1957 — «Ігнотас повернувся додому» — офіцер
- 1957 — «Потонулий»
- 1959 — «Юлюс Яноніс» — Вацекас
- 1959 — «Адам хоче бути людиною» — кельнер
- 1962 — «Кроки в ночі» — Кузмінскас
- 1964 — «Хроніка одного дня» — Венцкус
- 1966 — «Ніхто не хотів помирати» — Миколас Локіс
- 1966 — «Чуже ім'я» — Йохан, капітан абвера
- 1967 — «Ночі без ночівлі» — Мечис
- 1968 — «Почуття» — Фердинанд
- 1968 — «Сини Вітчизни»
- 1968 — «Щит і меч» — Віллі Шварцкопф
- 1969 — «Рокіровка в довший бік»
- 1971 — «Місія в Кабулі» — Герхард Епп
- 1971 — Острів скарбів — сквайр Трелоні
- 1972 — «Геркус Мантас» — вікінг Саміліс
- 1972 — «Це солодке слово — свобода!» — Перес
- 1972 — «Круг»
- 1973 — «Людина в штатському»
- 1973 — «Крах інженера Гаріна» — Штуфен
- 1975 — «Діаманти для диктатури пролетаріату» — Нолмар, резидент німецької розвідки
- 1975 — «Час її синів» — Литовко
- 1975 — «Стріли Робін Гуда» — лицар Гай Гісборн
- 1975 — «Дума про Ковпака» — Фрідріх Крюгер
- 1977 — «Доля» — штурнбанфюрер Зольдинг
- 1977 — «Озброєний і дуже небезпечний» — адвокат Старботтл
- 1977 — «Недільна ніч» — Криница, вчитель
- 1977 — «Обмін» — Жилюс
- 1977 — «Зустріч на далекому меридіані» — Хенкел
- 1977 — Вітер «Надєжди» — закордонний вулканолог
- 1977 — Осінь мого дитинства — Теофіліс
- 1978 — «Фортеця» — фон Ерліх
- 1978 — «Оксамитовий сезон» — Бернард
- 1978 — «Життя Бетховена» — Стефан Брейнинг
- 1978 — «Змилуйся над нами» — батько Гядимінуса
- 1979 — «Останнє полювання» — Стюарт
- 1979 — «Блакитний карбункул» — Шерлок Холмс
- 1979 — «Антарктична повість» — Пухов
- 1979 — Викрадення «Савойї» — Макс Абендрот
- 1980 — «Факт» — Старий Пяцюконіс
- 1981 — «34-й швидкий» — Борис
- 1981 — «Чорний трикутник» — Федір Карлович Кербель
- 1981 — «Американська трагедія» — адвокат Джефсон
- 1982 — «Післязавтра, опівночі» — Бартлей
- 1982 — «Медовий місяць в Америці» — Кукаускас
- 1982 — «Якщо ворог не здається...» — генерал Манштейн
- 1982 — «Літо закінчується восени» — Якимкус
- 1983 — «Я, син трудового народу» — Вірхов
- 1983 — «Політ через Атлантичний океан» — Машльонас
- 1983 — «Балада про доблесного лицаря Айвенго» — принц Джон
- 1983 — «Водій автобуса» — професор
- 1983 — «Чокан Валіханов» — Дюгамель
- 1984 — «Європейська історія» — Коллер
- 1985 — «Улюбленець публіки» — директор цирку
- 1985 — «Чорна стріла» — Бенет Геч
- 1985 — «Софія Ковалевська» — Карл Веєрштрас
- 1985 — «Перемога» — президент США Гаррі Трумен
- 1986 — «Таємниці мадам Вонг» — Стен
- 1986 — «Чічерін» — Локкарт, англійський дипломат-шпигун
- 1986 — «Перехоплення»
- 1986 — «Замах на ГОЕЛРО» — Габт
- 1986 — «Лермонтов» — Клейнміхель
- 1986 — «Гра хамелеона» — барон
- 1987 — «У нетрях, де ріки біжать…» — Кассіді
- 1987 — «Недільний день в пеклі»
- 1989 — «Рідні берега» — іноземець похилого віку
- 1989 — «Вхід до лабіринту» — барон Фуггер
- 1992 — «Серця трьох» — містер Ріган
- 2000 — «Каменська. Збіг обставин» — Дорман
- 2004 — «Каунаський блюз» — Вільгельм
- 2006 — «Встигли вчасно поговорити» (документальна кінострічка)